# Tri Kusharyanto
Tri Kusharyanto (18 gennaio 1974) è un ex giocatore di badminton indonesiano.

## Palmarès
Olimpiadi
- 1 medaglia:
  - 1 argento (Sydney 2000 nel doppio misto)